# العلاقات التنزانية الكيريباتية
العلاقات التنزانية الكيريباتية هي العلاقات الثنائية التي تجمع بين تنزانيا وكيريباتي.

## مقارنة بين البلدين
هذه مقارنة عامة ومرجعية للدولتين:
| وجه المقارنة                                              | تنزانيا                        | كيريباتي                        |
| --------------------------------------------------------- | ------------------------------ | ------------------------------- |
| المساحة (كم2)                                             | 947.30 ألف                     | 811                             |
| عدد السكان (نسمة)                                         | 57.31 مليون                    | 116.40 ألف                      |
| الكثافة السكانية (ن./كم²)                                 | 60.5                           | 14.35 ألف                       |
| العاصمة                                                   | دودوما                         | جنوب تاراوا                     |
| اللغة الرسمية                                             | اللغة السواحلية، لغة إنجليزية  | لغة إنجليزية، اللغة الكيريباتية |
| العملة                                                    | شيلينغ تانزاني                 | دولار كريباتي، دولار أسترالي    |
| الناتج المحلي الإجمالي (بليون دولار)                      | 52.09 مليار                    | 196.15 مليون                    |
| الناتج المحلي الإجمالي (تعادل القوة الشرائية) بليون دولار | 138.73 مليار                   | 224.26 مليون                    |
| الناتج المحلي الإجمالي الاسمي للفرد دولار أمريكي          | 878                            | 1.42 ألف                        |
| الناتج المحلي الإجمالي للفرد دولار أمريكي                 | 2.54 ألف                       | 1.81 ألف                        |
| مؤشر التنمية البشرية                                      | 0.521                          | 0.590                           |
| رمز المكالمات الدولي                                      | +255                           | +686                            |
| رمز الإنترنت                                              | .tz                            | .ki                             |
| المنطقة الزمنية                                           | ت ع م+03:00، توقيت شرق أفريقيا |                                 |

## منظمات دولية مشتركة
يشترك البلدان في عضوية مجموعة من المنظمات الدولية، منها:
| علم المنظمة | اسم المنظمة                                 | تاريخ انضمام تنزانيا | تاريخ انضمام كيريباتي |
| ----------- | ------------------------------------------- | -------------------- | --------------------- |
|             | مجموعة دول أفريقيا والكاريبي والمحيط الهادئ | ?                    | ?                     |
|             | منظمة حظر الأسلحة الكيميائية                | ?                    | ?                     |
|             | الأمم المتحدة                               | 14 ديسمبر 1961       | 14 سبتمبر 1999        |
|             | دول الكومنولث                               | 9 ديسمبر 1961        | ?                     |
|             | مؤسسة التمويل الدولية                       | 10 سبتمبر 1962       | 2 أكتوبر 1986         |
|             | يونسكو                                      | 6 مارس 1962          | 24 أكتوبر 1989        |
|             | مؤسسة التنمية الدولية                       | 6 نوفمبر 1962        | 2 أكتوبر 1986         |
|             | البنك الدولي للإنشاء والتعمير               | 10 سبتمبر 1962       | 29 سبتمبر 1986        |
|             | الاتحاد البريدي العالمي                     | ?                    | ?                     |
|             | الاتحاد الدولي للاتصالات                    | 31 أكتوبر 1962       | 3 نوفمبر 1986         |

## وصلات خارجية
- موقع وزارة الخارجية التنزانية